# Marleen Decraene
Marleen Decraene (Kortrijk, 17 juli 1949 – Anzegem, 25 september 2022) was een Belgisch gedeputeerde en provincieraadslid van christendemocratische strekking.
Ze zette haar schouders onder de uitbouw van provinciedomein De Gavers, de restauratie van Het Lijsternest en de realisatie van het waterbufferbekken in Anzegem.

## Biografie
Marleen Decraene was gehuwd met Stephan Titeca. Hij was huisarts in Anzegem. Samen kregen ze drie kinderen: Geert, Katrijn en Leen.
Decraene werkte mee in de huisartspraktijk van haar echtgenoot. Daarnaast was ze politiek actief. Ze zetelde achttien jaar in de gemeenteraad van Anzegem, waarvan zes jaar als schepen. Ze was twaalf jaar gedeputeerde in de provincieraad van West-Vlaanderen.
Op zaterdag 1 oktober 2022 werd afscheid van haar genomen in de Sint-Theresiakerk in Anzegem. Ten tijde van haar overlijden had ze vijf kleinkinderen.

## Politieke carrière
Marleen Decraene stelde zich in 1982 kandidaat voor de gemeenteraadsverkiezingen in Anzegem en werd meteen verkozen. Ze was fractievoorzitter van de toenmalige CVP. In 1994 werd ze schepen van onder meer financiën en cultuur.
Bij de verkiezingen van 2000 behaalde ze goede resultaten en werd ze aangeduid als gedeputeerde voor de Provincie West-Vlaanderen. Ze bekleedde deze post tot 2012. Ze vertegenwoordigde het arrondissement Kortrijk en het ACW. In de legislatuur 2000-2006 was ze CVP-gedeputeerde van financiën, sport, economie en kmo. In de volgende legislatuur behoorde ze tot de fractie CD&V-N-VA en had ze de bevoegdheden economie, streekontwikkeling, externe relaties, Europese programma's, sport en gelijke kansenbeleid.
In 2012 stelde ze zich niet opnieuw kandidaat voor de lokale of provinciale verkiezingen.

## Bijzondere activiteiten
Decraene was:
- ondervoorzitter van de raad van bestuur van Intercommunale Leiedal
- bestuurder en lid van het directiecomité van de West-Vlaamse Intercommunale Vliegveld Wevelgem-Bissegem
- bestuurder van Transfo vzw
- bestuurder van Bedrijvencentrum nv
- voorzitter van de raad van bestuur van ERSV West-Vlaanderen vzw
- bestuurder van Greenbridge Incubatiecentrum
- bestuurder van Ondernemerscentrum nv en van Ondernemerscentrum vzw
- lid van het directiecomité van de Provinciale Ontwikkelingsmaatschappij (POM) West-Vlaanderen
- voorzitter raad van bestuur van de Provinciale Ontwikkelingsmaatschappij (POM) West-Vlaanderen
- bestuurder van Syntra West vzw
- bestuurder van UNITAS vzw
- bestuurder van WES vzw
- bestuurder van West-Vlaamse Sportpromotie vzw
- voorzitter van de raad van bestuur van XIM vzw